# Bitteswell
Bitteswell är en ort i civil parish Bitteswell with Bittesby, i distriktet Harborough, Storbritannien. Den ligger i grevskapet Leicestershire och riksdelen England, i den södra delen av landet, 130 km nordväst om huvudstaden London. Bitteswell var en civil parish fram till 2014 när blev den en del av Bitteswell with Bittesby. Civil parish hade 320 invånare år 1961. Byn nämndes i Domedagsboken (Domesday Book) år 1086, och kallades då Betmeswel(le).